# 凯约·利纳马
凯约·安特罗·利纳马（芬蘭語：Keijo Antero Liinamaa，1929年4月6日—1980年6月28日），芬兰律师及从政人物。他在1975年6月至11月担任临时内阁的总理。